# Судаковы
Судако́вы (в старину Судоко́вы) — древний русский дворянский род.
В русском дворянстве есть несколько древних фамилий Судаковых:
1. Одна, ветвь дворян Монастырёвых, происходит от князей смоленских Рюрикова дома и происходят от Ивана Фёдоровича Монастырёва, прозванием Судок, потомка Рюрика в XX-м колене. Однородцами данного рода являются Мусоргские.
2. Другая, более древняя — из боярских фамилий Новгородской республики. В Новгородских летописях, упомянуты бояре, братья Семен и Ксенофонт Судаковы, у которых в мятеж, были разграблен дом Семёна и имения Ксенофонта (1332). Боярин Семён Судаков послан новгородцами (1353) просить хана о возведении на велико-княжеский престол князя суздальского Константина Васильевича. Григорий Судаков был воеводою в войсках великого князя Дмитрия Донского в день Куликовской битвы. Михаил Андреевич воевода в Верее и взят в плен литовцами на бою у Суходрова (1445)[1][2][3].
3. Судаковы, выехали из Смоленска и прозвание получили от одного из них, который прозывался Судак[2][3].

Однородцами являются дворянские рода: Монастырёвы, Сорочины, Башины и Ершовы.

## Известные представители
- Судаков Петр Михайлович — воевода в Болхове (1562).
- Судаков Тимофей Михайлович — воевода в Новосиле (1565—1566).
- Судаков, Иван Андреевич — воевода в Ракоборт (1578), Куконос (1581), Ладоге (1584), Вышгороде (1593)
- Судаков Игнат Андреевич — воевода в Шуе (1638).
- Судаков Иван Гордеевич — новгородец, воевода в Костроме (1651)[5].